# Viktor Kortjnoj
Viktor Lvovitj Kortjnoj (russisk: Виктор Львович Корчной, tr. Viktor Lvovitj Kortjnoj, den engelske translitteration Viktor Korchnoi ses også på dansk; født 23. marts 1931 i Leningrad, Sovjetunionen, død 6. juni 2016 i Wohlen, Schweiz) var en schweizisk skakstormester, som hoppede af fra Sovjetunionen i 1976. Han havde spillet tre matcher om VM mod Anatolij Karpov, men tabte alle. Den første af dem var finalen i kandidatturneringen i 1974, men da verdensmesteren Bobby Fischer ikke kunne gå ind på FIDEs regelsæt for VM-matchen, blev Karpov erklæret som vinder uden kamp. Så sent som i januar 2007 var han på FIDEs top 100-rangliste, og i januar 2008 er han den ældste aktive stormester og holder en Elo-rating på 2605.
Da han var på toppen af sin karriere, blev han kaldt "Viktor den Grusomme" (efter Ivan den Grusomme).

## Biografi
Viktor Kortjnoj blev født i 1931 i Leningrad i en familie med aner i polsk og ukrainsk aristokrati. Hans mor var koncertpianist, og faren var oprindeligt lærer i russisk sprog og litteratur, men arbejdede som køletekniker på en slikfabrik. Forældrenes veje skiltes, og Viktor Kortjnoj kom til at bo hos sin mor i en lejlighed, hvor der ikke var meget ud over det nødvendige, bl.a. et lejet klaver. Da hun ikke kunne forsørge ham, endte Viktor Kortjnoj i stedet i farens hjem, hvor han stifede bekendtskab med skak i en alder af seks år. Faren blev gift igen, og stedmoderen blev Kortjnojs holdepunkt, da 2. verdenskrig, hvor Leningrad var under belejring i 900 dage, ramte familien. Kortjnojs far døde i 1941 under et bombardement. Hans onkel forsvandt uden spor, og andre i den ejendom, han boede i, døde af sult, bl.a. hans mormor og hendes bror. Ca. 1½ million af byens indbyggere døde under krigen, og næsten alle var ramt af under- og fejlernæring. Viktor Kortjnoj blev hospitalsindlagt i slutningen af 1942 med mangelsygdomme. Det var kort tid efter, man havde genoptaget den normale skolegang.

### 1943-1951: Fra pionerpalads til mestertitel
I slutningen af 1943 var man nået så langt, at man kunne genoptage fritidsaktiviteter for børn og unge, og den 12-årige Viktor kunne begynde at spille skak i byens "pionerpalads", hvor han modtog undervisning fra bl.a. Abram Model (russisk: Абрам Яковлевич Модель), Andrej Batujev (russisk: Андрей Михайлович Батуев), og Volodymyr Zak (russisk: Владимир Григорьевич Зак ukrainsk: Володимир Зак). I starten fik Kortjnoj også undervisning i klaver og drama, men det endte med, at skakken tog over. Model havde også været træner for Mikhail Botvinnik, men ifølge Kortjnoj selv fortalte han mere historier om spillet end gennemførte egentlig undervisning. Zak var soldat under krigen, men vendte efterfølgende tilbage som instruktør på pionerpaladset. Zak var selv en stærk spiller, men var især god til at finde og udvikle talent. Ud over Kortjnoj har han også trænet bl.a. de to senere verdensmestre Boris Spasskij og Gata Kamsky.
I 1945 var Kortjnoj kategori 3-spiller, men i løbet af blot et år nåede han kategori 1. I sit første juniormesterskab for Sovjetunionen i 1946 fik han 5 points ud af 15 mulige (den senere verdensmester Tigran Petrosjan vandt med 14 points), men året efter vandt han mesterskabet med 11½ points ud af 15 mulige. I 1948 endte han på en delt førsteplads med Nei, men havde tabt det indbyrdes parti. I 1951 erhvervede han den sovjetiske mestertitel efter en andenplads ved bymesterskabet for Leningrad (efter en anden senere stærk stormester, Mark Tajmanov). På den tid var der blot ca. 50 spillere med mestertitlen.

### 1952-1956: Stormestertitlen
I 1952 kvalificerede han sig til de flestes overraskelse for første gang til Sovjetmesterskabet, hvor han fik en flot sjetteplads. En væsentlig faktor var, at han havde skiftet spillestil. Bl.a. havde han ændret sit åbningsspil og droppet 1. e4 efter nogle kedelige oplevelser – til fordel for 1. c4 og 1. d4. Desuden havde han lært, at han var stærkere end de fleste i slutspillet. Hans største svaghed var midtspillet, og hans spillestil udviklede sig derefter: Han konsoliderede stillingen og forsøgte at finde mulighed for kontrastød, men overlod dermed initiativet til modstanderen – noget der først blev ændret, efter han i 1976 hoppede af til Vesten.
I 1953/54 gik det endnu bedre i Sovjetmesterskabet, da han – efter endnu en gang at have kvalificeret sig fra semifinalen – endte på en delt andenplads efter Jurij Averbakh (russisk: Юрий Львович Авербах). Belønningen var deltagelse i hans første internationale turnering i Bukarest i 1954, hvor han vandt med 13 points ud af 15 mulige. FIDE tildelte ham titlen International Mester samme år.

#### Skakmæssig krise
Han kvalificerede sig endnu en gang til Sovjetmesterskabet, som i 1955 fungerede som zoneturnering til VM i skak 1957, men oplevede en skakmæssig krise og vandt blot et parti, spillede ti remis og tabte otte. David Bronstein, som ud over at være en stærk skakspiller også fungerede som skakskribent, skrev bl.a. i en artikel, at man i Leningrad måtte hjælpe Kortjnoj gennem krisen. Han tog kritikken til sig og droppede cigaretter og spiritus, tog ophold på et sanatorium i Sotji ved Sortehavet, fik lagt tilværelsen i fastere rammer og studerede åbningsteori. Det umiddelbare resultat var, at han et par måneder efter vandt Leningrad-mesterskabet med 17 points af 19 mulige. Ved nytårsturneringen i Hastings 1955/1956 vandt han på deling med islandske Friðrik Ólafsson, kort efter blev han nummer fire i Sovjetmesterskabet 1956, og samme år blev han udnævnt til stormester. I mellemtiden havde han dog genoptaget sine "laster", når han var i venners lag.

### 1956-1974: Fire sovjetmesterskaber og seks olympiadeguld
Kortjnojs spillestil med aggressivt modangreb ud fra komplicerede defensive positioner førte til en del svingende resultater med 19. pladsen ud af 20 i Sovjetmesterskabet i 1955 blandt de værste. Efterhånden som han blev mere fleksibel, blev resultaterne mere stabile.
Han kom jævnligt på kant med de sovjetiske delegationsledere, når han deltog i turneringer, bl.a. pga. sin til tider udisciplinerede livsstil. F.eks. blev han i 1956 straffet efter sin deltagelse i studenter-VM i Stockholm, hvor det sovjetiske hold vandt, og en efterfølgende simultanskak-turné i Sverige og Norge ved at blive sendt til det usbekiske mesterskab i Frunze, hvor han vandt med 18 points af 19 mulige og dermed blev rehabiliteret.
I 1958 var Sovjetmesterskabet igen zoneturnering til VM, og Kortjnoj kvalificerede sig ved at vinde semifinalen med 13½ points af 19 mulige. Selve mesterskabet var dog endnu et antiklimaks, idet han blev syg og måtte have mange partier udsat. Hans score blev 8½ af 17 mulige og gav en delt niendeplads.

#### Første sejr i Sovjetmesterskab
I 1959 vandt han en turnering i Krakow, Polen. Året efter vandt han sit første Sovjetmesterskab efter bl.a. at have overhalet Jefim Geller i tredjesidste runde ved at vinde det indbyrdes parti. Mesterskabet kastede også materielle fordele af sig, idet han og familien (hans kone Bella og deres næsten nyfødte søn, Igor) blev tildelt en større lejlighed. Samme år delte han førstepladsen i en turnering i Buenos Aires med Samuel Reshevsky og vandt turneringen i Cordoba.
Efter hans andenplads i Sovjetmesterskabet 1961, hvorved han kvalificerede sig til interzoneturneringen i Stockholm, og hans sejr i Géza Maróczy Memorial-turneringen i Budapest i 1961 med to points forspring til David Bronstein og Miroslav Filip, havde han vundet anerkendelse som en af tidens stærkeste spillere.
Viktor Kortjnoj nåede i sit første forsøg på at nå verdensmesterskabet frem til kandidatturneringen i Curacao i 1962, hvor han endte på en femteplads blandt otte deltagere. Bobby Fischer, som blev nr. fire i turneringen, beskyldte russerne for aftalt spil, bl.a. skulle Kortjnoj have fået ordre til at tabe til sine tre landsmænd, Tigran Petrosian, Efim Geller og Paul Keres, mens disse skulle spille remis indbyrdes. Der var rent faktisk indgået en privat aftale mellem Petrosian, Geller og Keres om at spille indbyrdes remis for at spare på kræfterne – dette er bl.a. blevet bekræftet af Jurij Averbakh. De underlige resultater førte til at FIDE ændrede kandidatturnering til en cupturnering med matcher. Kortjnoj blev efterfølgende sortlistet til udlandsture af det sovjetiske skakforbund, efter delegationslederne havde indberettet ham for at gå på casino.
I slutningen af 1962 vandt Kortjnoj sit andet Sovjetmesterskab. Han vandt desuden mesterskabet i 1964-65 (en nytårsturnering) og sidste gang i 1970.
I den næste VM-cyklus nåede han ikke videre fra zoneturneringen i Moskva i 1964 og måtte derfor vente tre år på at få en ny chance.

#### Finaleplads i kandidatturneringen
Efter en delt tredjeplads i Sovjetmesterskabet i 1967, som igen var zoneturnering, skulle han spille omkamp med to andre om de sidste to pladser i interzoneturneringen i Sousse samme år. Da den endte lige, blev Tajmanov siet fra pga. dårligere korrektion i den oprindelige turnering. Med en andenplads i Sousse (efter Bent Larsen), nåede han for anden gang i karrieren frem til kandidatturneringen i 1968. Under sine forberedelser til denne vandt han bl.a. den traditionelle turnering i Wijk aan Zee efter at have startet med otte points af otte mulige og sejrsmargin på tre points med 12 points af 15 mulige.
I kandidatturneringen slog han i kvartfinalen amerikanske Samuel Reshevsky, i semifinalen slog han Mikhail Tal, men i finalen tabte han til Boris Spasskij, som efterfølgende blev verdensmester.
Samme år blev han topscorer på tredje bræt ved skakolympiaden i Lugano i Schweiz, hvor Sovjetunionen endnu en gang vandt guld. I alt spillede han for Sovjetunionens landshold ved seks skakolympiader mellem 1960 og 1974 med seks guldmedaljer og to individuelle topscorerpriser som resultat. 1968 indbragte også en turneringssejr i Palma de Mallorca foran bl.a. Larsen, Spasskij og Petrosjan.
Efter Spasskij blev verdensmester, og Sovjetunionen kun med nød og næppe vandt matchen USSR mod Resten af verden i 1970, begyndte man i det sovjetiske skakforbund at satse på yngre kræfter. Det betød bl.a., at ældre spillere som Kortsjnoj og Vasilij Smyslov fik tildelt færre invitationer til internationale turneringer.
Som taber i kandidatfinalen var Kortjnoj dog allerede sikret deltagelse i den næste kandidatturnering. Som opvarmning spillede han bl.a. en uafgjort match over seks partier mod Anatolij Karpov i Leningrad i 1971. Kortjnoj slog Efim Geller i kvartfinalen med 5½-2½, men tabte 4½ – 5½ til Tigran Petrosian i semifinalen. Tigran Petrosjan var dog chanceløs mod Bobby Fischer i den efterfølgende finale, og Fischer slog også senere Spasskij i matchen om verdensmesterskabet.

### 1974: Kandidatfinalen mod Karpov
Efter tabet af verdensmesterskabet måtte man i det sovjetiske skakforbund overveje, hvem der kunne udfordre Fischer i 1975. Efter Petrosjans og Spasskijs klare nederlag, var de to, der stak ud, Kortjnoj og Karpov. Deres resultater var af nogenlunde samme kvalitet, men mange – også Karpov selv – tvivlede på, at han var i stand til at tage verdensmesterskabet i første forsøg. Dog mente man samtidigt, at Kortjnojs generation havde spillet fallit over for Fischer. Et ekstra problem ved Kortjnoj var hans mange sammenstød med diverse ledere, og det var sandsynligvis grunden til, at man fra officielt hold valgte at satse på Karpov.
Ved interzoneturneringen i Leningrad delte Kortjnoj førstepladsen med Karpov. I kvartfinalen i kandidatturneringen slog han vinderen af interzoneturneringen i Petrópolis, den unge brasilianer Henrique Costa Mecking med 7½ – 5½. Efterfølgende var Tigran Petrosjan på programmet, men denne trak sig allerede efter fem spillede partier, da Kortjnoj førte 3½ – 1½ og havde opnået tre gevinster ud af de krævede fire.
Dermed var Kortjnoj for anden gang i sin karriere klar til kandidatfinalen, denne gang mod den nye stjerne, Anatolij Karpov.

#### Den bitre strid mod Karpov
Der blev lagt op til en bitter strid, da Tigran Petrosjan, som bl.a. var redaktør af det sovjetiske skaktidsskrift "64" og derfor havde en vist indflydelse, offentligt gik ud og støttede Karpov, mens der samtidigt blev lagt et mere usynligt pres på Kortjnoj. Han kunne f.eks. ikke finde nogen træningsmodstandere blandt sine landsmænd, som følge af skakforbundets ønske om, at Karpov som repræsentant for den yngre generation skulle vinde. David Bronstein forsøgte dog at hjælpe Kortjnoj i det stille, hvilket skakmyndighederne ifølge Bronstein ikke brød sig om.
Det blev en spændende match med bl.a. en spøjs episode i det 21. parti, hvor Kortjnoj havde spillet en stærk nyhed i åbningen, og Karpov havde begået en stor fejl. Kortjnoj rejste sig, mens han var i trækket, og gik til turneringslederen Salo Flohr og spurgte, om han måtte rokere i en stilling, hvor hans tårn var truet. Kortjnoj fik at vide, at det måtte han gerne, udførte trækket og vandt partiet få træk senere. På dette tidspunkt havde han næsten indhentet Karpovs føring, men tabte i sidste ende 11½ – 12½.

### 1976: Afhopning
Efter kandidatfinalen kom Kortjnoj med nogle kritiske udtalelser om Karpovs spil til et jugoslavisk blad, hvor han bl.a. sagde, at Karpov ikke var bedre, end de spillere han selv havde slået i kandidatturneringen, og at han ikke mente, at Karpov ville have en jordisk chance mod Fischer. Petrosjan brugte sin position som redaktør og stod i spidsen for en straffekampagne, hvor Kortjnoj fik seks måneders karantæne fra skakforbundet. Han havde dog allerede besluttet, at det var på tide at hoppe af. Han havde følt sig under stærkt pres og regnede ikke med, at han igen ville få chancen for at spille om verdensmesterskabet, hvis han blev.
Men han måtte vente to år på at få chancen. Han fik efter finalen ikke lov til at tage til nogen turneringer, og det var ironisk nok Karpov som skaffede ham billetten til udlandet, idet denne efter at have vundet over Fischer uden kamp stod med verdensmestertitlen, men ikke nødvendigvis blev betragtet som verdens bedste spiller. Han havde derfor brug for dels at vise sine egne evner i turneringer, men også at Kortjnoj ikke var en svag spiller, og pressede skakforbundet til at lade ham rejse.
Ved nytårsturneringen i Hastings 1975/1976 talte Viktor Kortjnoj flere gange med Genna Sosonko, en stormester og afhopper fra Sovjetunionen, der havde fået asyl i Holland. Han bad om hjælp til at tale med daværende FIDE-præsident Max Euwe, som var til stede ved turneringen. Max Euwe var ikke en, der lod politik tælle højere end den enkelte persons behov, og han forsikrede Kortjnoj om, at man ville sikre hans rettigheder til bl.a. at deltage i den efterfølgende kandidatturnering. Sosonko fremviste hemmelige dokumenter fra det sovjetiske kommunistpartis centralkomité, som viste, at Euwes hjælp i forbindelse med Kortjnojs afhopning var kraftigt medvirkende til, at de ville have afsat hollænderen som FIDE-præsident.
I sommeren 1976 fik Kortjnoj lov til at tage til IBM-turneringen i Amsterdam, som han vandt på deling med briten Anthony Miles. Han spurgte ved afslutningen denne om, hvordan man staver til "political asylum", og næste dag, hvor han skulle have været på Sovjetunionens ambassade for at berette om turneringen, gik han ind på en hollandsk politistation og bad om asyl.

#### Asyl i Schweiz
Han fik dog ikke asyl i Holland, men søgte videre til Schweiz, hvor han fik statsborgerskab i 1978.
Kortjnoj var på det tidspunkt blandt de mest fremtrædende afhoppere fra Sovjetunionen, og det vakte stor skandale. Kommunistpartiet ville have de mest fremtrædende stormestre til at skrive under på en erklæring, hvor de fordømte afhopningen, men bl.a. David Bronstein, Mikhail Botvinnik og Boris Spasskij nægtede. For David Bronstein førte støtten til Kortsjnoj til 13 års udelukkelse fra international skak, fordi myndighederne ikke ville give ham udrejse, mens Spasskij samme år bosatte sig i Frankrig.
Efterfølgende meldte det sovjetiske skakforbund afbud til alle turneringer, hvor Kortjnoj skulle deltage, hvilket medførte at mange arrangører valgte ikke at invitere ham.
Også privat kom afhopningen til at koste: Kortjnoj havde måttet efterlade sin kone, Bella, og sønnen Igor, og de fik ikke lov til at rejse ud.

### 1978: Bizar VM-match i Baguio City
Kandidatturneringen 1977-1978 blev en stor triumf for Kortjnoj, som slog sine tidligere landsmænd på stribe: en tæt sejr over Tigran Petrosian i kvartfinalen, fulgt af sejre over Lev Polugajevskij (russisk: Лев Абрамович Полугаевский) i semifinalen og Boris Spasskij i finalen. I matchen mod Spasskij gik de to hinanden på nerverne; Spasskij mente, at Kortjnoj havde noget på sig, der forstyrrede hans koncentration, og valgte at gå væk fra brættet for at analysere på et af demonstrationsbrætterne, hvor publikum kunne se partiet – hvilket igen irriterede Kortjnoj.
Polugajevskij var den første, der udtalte, at Kortjnojs spillestil havde ændret sig efter afhopningen, at den var blevet mere energisk og aggressiv i alle spillets faser. Ifølge Kortjnoj selv var det den nyvundne frihed, hvor han ikke skulle tage hensyn til forholdet til ledere og myndigheder, som gjorde hans spil mere slagkraftigt.

#### Spillet uden for brættet
Herefter fulgte en af skakhistoriens mest bizarre matcher: VM-titelmatchen mod Karpov i Baguio City i Filippinerne. Forholdet mellem de to havde ikke været godt siden den forudgående VM-cyklus' kandidatfinale, men derudover var der gået storpolitik i sagen. En enkelt detalje som hvilket flag, Kortjnoj skulle spille under, var til diskussion. Han ønskede at spille under schweizisk flag, men det ville den sovjetiske delegation ikke gå med til. Det endte med at matchjuryen afgjorde, at ingen af spillerne skulle spille med flag på bordet.
Derudover var der diskussioner om delegationsmedlemmer: Karpov havde en psykolog/hypnotisør med, som gav anledning til gentagne diskussioner, og under en pause i matchen fik Kortjnoj undervisning i transcendental meditation af to medlemmer af Ananda Marga-sekten som var løsladt mod kaution, mens de var tiltalt for et mordforsøg.
Endelig var der historien om den blå yoghurt, hvor Petra van Leeuwerik fra Kortjnojs delegation klagede over et bæger yoghurt, som Karpov fik bragt uden forvarsel, og som ifølge klagen kunne bruges til at sende koder. Klagen blev taget alvorligt, og det blev besluttet, at hvis Karpov skulle have noget andet end sin blå yoghurt, skulle overdommeren Lothar Schmid have besked.
Selve skakspillet var ikke imponerende, men Karpov fik efter 27 partier en 5-2 føring i en match, der skulle slutte, når en af spillerne nåede seks sejre. Så gik det stærkt for Kortjnoj, som fik tre sejre og en remis i de næste fire partier og dermed en udligning. Men lige hvor det var blevet spændende, vandt Karpov parti nr. 32 og dermed matchen 6 – 5.
Der fulgte dog et efterspil, da ovennævnte hypnotisør imod aftale havde flyttet sig frem på fjerde række under det sidste parti, og Kortjnoj ville derfor have partiet erklæret ugyldigt. Han førte sagen både i FIDE og i retten, men begge steder blev Karpov erklæret som vinder.

### 1981: Klart nederlag i Merano
Kortjnojs sidste match om VM kom i 1981. Det lykkedes ham igen at slå sig Petrosjan og Polugajevskij i kvart- og semifinalerne, mens han slog tyske Robert Hübner i finalen i kandidatturneringen.
Denne match var om muligt endnu mere politisk. Kortjnoj benyttede lejligheden til at gøre opmærksom på, at hans kone og søn stadig var fanget i Sovjetunionen, hvor sønnen Igor var blevet udtaget til militærtjeneste, og da han nægtede, var han blevet idømt to et halvt års arbejdslejr. Det gjorde ikke forholdet mellem Kortjnoj og Karpov bedre, at førstnævnte kaldte sidstnævnte for "min kone og søns fangevogter." Selv ikke den i 1978 valgte FIDE-præsident, Friðrik Ólafsson, havde fået noget ud af sit forsøg på at mægle.
Den amerikanske stormester Robert Byrne regnede før matchen Karpov for svag favorit, men det endte i, hvad der senere er blevet kaldt "massakren i Merano": en 6-2 sejr til Karpov i løbet af blot 18 partier.

### 1981-: Senere karriere
Selv om Kortjnoj ikke kom til at spille en VM-match igen, fik han stadig stor indflydelse på den næste VM-cyklus, idet han nåede finalen i kandidaturneringen, hvor han i 1983 skulle møde den fremstormende Garri Kasparov i Pasadena, Californien. Men det nægtede russerne, og den nye FIDE-præsident, Florencio Campomanes, erklærede i første omgang Kortjnoj som vinder uden kamp. Campomanes lod sig dog overtale til at forhandle et nyt spillested på plads, hvilket Kortjnoj – muligvis i sympati for Kasparov – gik med til. Kortjnoj tog den første sejr i matchen, der fandt sted i London, men derefter tog Kasparov over.
Kortjnoj kvalificerede sig også til de tre efterfølgende kandidatturneringer, hvilket bringer hans total op på otte. Hans sidste kandidatturnering var i 1991, hvor han som 60-årig tabte til hollandske Jan Timman i kvartfinalen.
Kortjnoj fortsatte med at spille på et højt niveau, til han var langt oppe i årene, og var bl.a. førstebræt for det schweiziske landshold bl.a. ved Skakolympiaden 2006 i Torino. I 2009 vandt han det schweiziske mesterskab i en alder af 78 år. I december 2012 fik han alvorlige helbredsmæssige problemer og kom efterfølgende ikke til at spille mere.

### Andre aktiviteter
Kortjnoj medvirkede som skuespiller i den sovjetiske spillefilm Grossmejster (da.: Stormester) fra 1972, hvor han spillede skaktræner for filmens hovedperson.

## Bøger
- Kortjnoj, Viktor: Chess is My Life. ISBN 3-283-00406-4
- Kortjnoj, Viktor: My Best Games 1: Games with White. ISBN 3-283-00404-8
- Kortjnoj, Viktor: My Best Games 2: Games with Black. ISBN 3-283-00405-6
- Novrup, Svend: Korchnoi – Skakkens springer, Samlerens Forlag 1978, ISBN 87-568-0443-1